# Gastronomia dels bolets

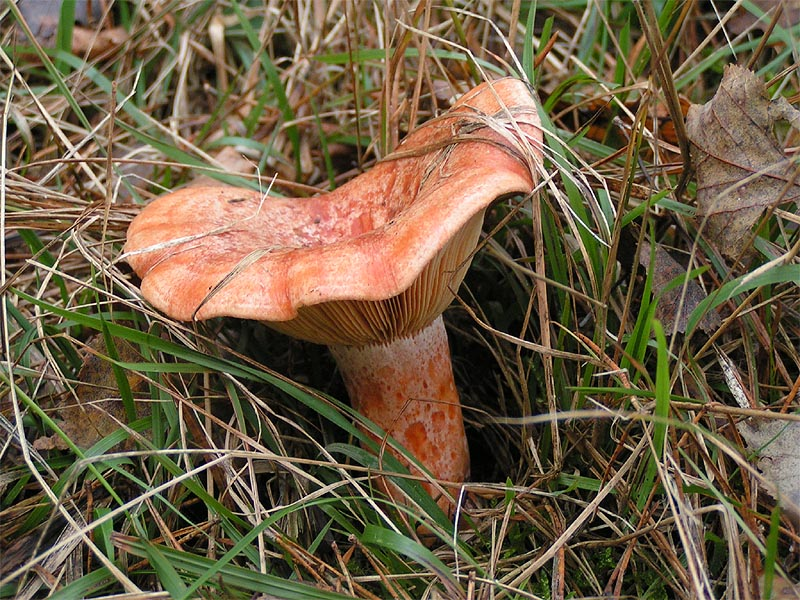
El pinetell (Lactarius deliciosus) ja indíca en l'epítet específic que és deliciós

La gastronomia dels bolets, gastronomia boletaire o l'ús culinari de bolets comestibles es referix al consum dels bolets no tòxics ni al·lucinògens ni tampoc els consumits com a substàncies medicinals.
Estrictament parlant, un bolet comestible és un bolet que es pot menjar. Però de fet els bolets es poden classificar sota aquest criteri en dues categories:
- Bolets que formen part de la tradició culinària, almenys en algun lloc del món.
- Els bolets que no són consumits, únicament perquè no són pas bons (sense ésser tampoc tòxics)

Aquesta classificació de bolets comestibles s'oposa a la dels bolets tòxics que contenen una micotoxina que pot provocar una intoxicació alimentària algunes de les quals poden provocar la mort ràpida.
Els bolets comestibles són els cossos fructífers carnosos i comestibles de diverses espècies de fongs tots ells tenen els carpòfors visibles a ull nu. Poden aparèixer de manera epigea (per sobre del sòl) o hipogea (per sota com les tòfones) Segons alguns recontes només un 10% dels fongs són comestibles.
Entre els bolets comestibles hi ha els de recol·lecció silvestre i els cultivats. En algunes persones els bolets comestibles poden produir reaccions al·lèrgiques.

## Bolets comestibles
Segons l'FAO, al voltant d'un miler d'espècies i varietats formen part dels costums culinaris de la humanitat.

### Dins la cuina europea
| Nom científic              | Nom corrent           | Altres noms                                | Notes                        |
| -------------------------- | --------------------- | ------------------------------------------ | ---------------------------- |
| Agaricus arvensis          | Bola-de-neu           | ?                                          | ...                          |
| Agaricus bitorquis         | Camperol dels carrers | ?                                          | ...                          |
| Agaricus bisporus          | Xampinyó de París     | ?                                          | És el xampinyó cultivat comú |
| Agaricus campestris        |                       | Xampinyó silvestre                         | ...                          |
| Amanita caesarea           | Ou de reig            |                                            | ...                          |
| Amanita rubescens          | Amanita rubescent     | Amanita vinosa                             | ...                          |
| Boletus aereus             | Sureny fosc           |                                            | ...                          |
| - sense equivalent -       | Cep                   | Certs Boletus                              |                              |
| Boletus aestivalis         | Cep d'estiu           | ?                                          | —                            |
| Boletus edulis             | Cep de Bordeus        | ?                                          | ...                          |
| Cantharellus cibarius      | Rossinyol             |                                            | ...                          |
| Cantharellus lutescens     | Camagroc              | Groguet                                    | Sovint es consumeix assecat  |
| Cantharellus tubaeformis   | Fals camagroc         | ?                                          |                              |
| Craterellus cornucopioides | Trompeta de la mort   |                                            | ...                          |
| Chroogomphus rutilus       | Bec de perdiu         | Cama de perdiu                             |                              |
| Coprinus comatus           | Bolet de tinta        | ?                                          | ...                          |
| Hydnum repandum            | Llengua de bou        | Picornell pelut                            | ...                          |
| Hygrophorus latitabundus   | Llenega negra         | Mocosa negra                               | ...                          |
| Lactarius deliciosus       | Pinetell              | Rovelló d'obaga                            | ...                          |
| Lactarius lignyotus        | ?                     |                                            |                              |
| Lactarius sanguiflus       | Rovelló               | Esclatasangs, pinenc, pinenca, paratge     | ...                          |
| Lactarius vellereus        | Pebrassa vellutada    | ?                                          | ...                          |
| Macrolepiota procera       | Paloma                |                                            | ...                          |
| Pleurotus eryngii          | Gírgola de panical    | ?                                          | ...                          |
| Pleurotus ostreatus        | Auriana               | Gírgola, Pollancró, orellana de pollancre. | ...                          |
| Russula cyanoxantha        | Cualbra morada        | Llora                                      | ...                          |
| Russula virescens          | Llora blanca          | Llora clapada                              | ...                          |
| Tuber melanosporum sp.     | Tòfona negra          | ?                                          | Bolet subterrani (hipogeu)   |
| Tuber brumale sp.          | Tòfona d'hivern       | Magenc                                     | Bolet subterrani (hipogeu)   |
| Volvariella volvacea       | Bolet de la palla     | ?                                          | ...                          |

## Ús culinari[3]

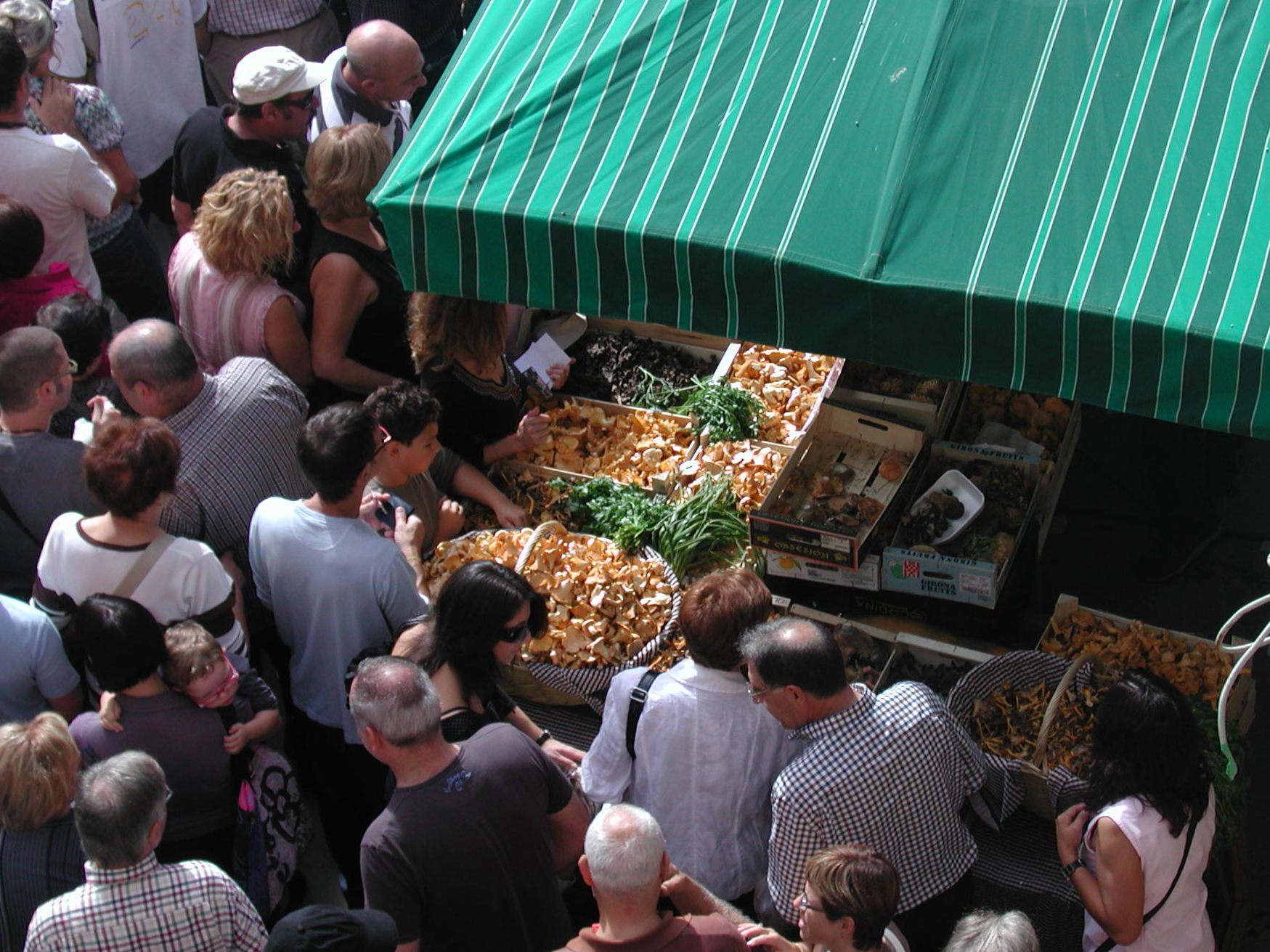
Fira del Bolet de Llagostera

De bolets n'hi ha de molts tipus, textures i gustos. On se n'acostuma a servir més és als entrants, en plats com sopes (sopa de fredolics o sopa Dobin Mushi de shihitakes per exemple) amanides (de vegades de xampinyons crus, amanida de mògules) arrossos (especialment els risotti italians, però darrerament també en paella amb cargols i conill) pasta (per exemple espaguetis a la crema de tòfones, gnocchi de ceps), truites (especialment remenats d'ou) i guisats (per exemple amb llengua de bou).
Els pinetells i rovellons es fan principalment a la planxa amb all i julivert i acompanyats amb carn com la botifarra.
La Llenega negra (Hygrophorus latitabundus) es fa sobretot guisada, per exemple en fricandó.
El ceps es poden fer de moltes maneres i en els darrers anys ha proliferat el carpaccio (làmines crues) de ceps.
Els canelons de bolets es poden fer farcits de diverses espècies essent molt corrents els de xampinyons o ceps.
Pebrots farcits de bolets.
Truita de camagrocs altrament dits groguets.